# Arai
Arai je priimek več znanih oseb:
- Akino Arai (*1959), japonska pevka
- Hakuseki Arai (1657—1725), japonski državnik in politik
- Hirofumi Arai (*1979), japonski igralec